# サバンナ (女優)
サバンナ（Savannah、本名シャノン・ミッシェル・ウィルシー Shannon Michelle Wilsey、1970年10月9日 – 1994年7月11日）は、100本以上のポルノ映画に主演したアメリカ合衆国出身のポルノ女優。特徴的なプラチナブロンドは天然である。同時代で最も注目されたポルノスターの1人で、スクリーン上の存在感と私生活により、その短い活動期間ながらも名高い存在となった。自動車事故を経て1994年に自殺。

## 生い立ち
両親が1972年に離婚し、母親とともにテキサス州へと移住。のちに父親とともにカリフォルニア州のオックスナードで短期間暮らし、その後生まれ故郷の同州ミッションビエホで祖父母とともに暮らした。13歳の時に父親が実父ではないという事実を知った。それから間もなく両親に反抗し始め、グルーピーとなった。
17歳になる以前のおよそ2年間、ミュージシャンのグレッグ・オールマンとともに暮らし、そして妊娠を経て流産を経験。オールマンと破局したのちにハードロックバンドMR. BIGのベーシスト、ビリー・シーンと交際を始めた。ヌードモデルとポルノ女優の仕事を始めた1990年頃にビリー・シーンと離別。
湾岸戦争の折には、配置された米軍の士気を高めるためにとのことで、戦車とジェット戦闘機の側で裸でポーズをとった。いわく、第二次世界大戦中に米軍兵士の慰問用映画で人気を博したベティ・グレイブルというミュージカル女優のように、これが飛躍のきっかけになればと考えたのだという。

## 仕事と人間関係
1991年にヴィヴィッド・エンターテインメントとの独占契約を獲得し、すぐさま知名度が上昇。いつしかドラッグを常用するようになり、膨大な浪費を開始。伝えられるところによれば、かなりの収入を得ていながら、それでいて財政的に逼迫していた。やがて仕事をともにするのが困難であるとの評判を得るに至り、1992年をもってヴィヴィッドから契約を打ち切られる運びとなった。
ロックスターへの愛情は止むことがなく、ヴィンス・ニール、ビリー・アイドル、スラッシュ、アクセル・ローズなどといった著名なミュージシャンらと親密な関係になった。
仕事をともにしたポルノ女優のジーナ・ファインと長期にわたってレズビアンの関係にあった。これについてはのちに「彼女と深く恋に落ちた」と語っている。この関係は悲惨な結果に終わったという。
ポーリー・ショアというコメディアンとも長期間にわたって恋仲にあった。その半生を通して頻繁にハリウッドとの交流を持ったが、自身の葬儀に出席してくれたのはこのショアだけであった。
1980年代の後半に僅かながら一般映画への出演を行いもしたものの、非成人向けの娯楽産業で主役に進出することはできなかった。
ピーター・ノース、T・T・ボーイ、ビッグ・デイブ・J、バック・アダムスなどがお気に入りの共演男優であるとよく語っていた。

## 死去
1994年7月11日の午前2時頃に、パーティーを終えて友人のジェイソン・スウィングを乗せて家へと向かっていた。調査報告によると両者とも酔っていた。そして家まであと1ブロックというところで、乗っていたコルベットごと塀へと突っ込んだ。顔に裂傷を負い鼻を骨折。家に着いたのちにペットのロットワイラー犬を散歩させるためにスウィングを送り出した。
友人でマネージャーのナンシー・ペラに電話を掛け、助けに来るようにと依頼。ペラは到着と同時に血の海に横たわる、しかしまだ息のあるサバンナを発見した。サバンナは家にあった9mm口径のピストルで、明らかに自分自身を撃っていた。昏睡状態のまま、1994年7月11日午前11時20分、バーバンクの病院で死去。
死後に家族は憤慨し、ポルノ界の友人達を非難する公式声明を出した。捜査に当たった警察官は、サバンナが薬物使用、財政難、破綻した人間関係などを原因として著しく落胆していたと結論を出した。仕事に多大な悪影響を与えるかも知れない怪我を負った事故は、サバンナに自ら人生のピリオドを打たせた最終的な要因であったと、警察は推論した。

## 受賞
- 1992年 AVN最優秀新人賞[5]
- AVN殿堂入り[6]